# 芬蘭政治
芬兰政治在管理形式上是议会制的民主制度。在芬兰使用的是多党制。根据三权分立的原则，立法权由芬兰议会掌握，行政权由总理领导的国务院掌握，司法权由法院来掌握。
芬蘭總統是芬蘭的國家元首，总统与政府一起制定芬兰外交政策，掌管与别国的关系，参与国际会议和谈判。总统是芬蘭國防軍的最高統帥。芬蘭總理則是芬蘭的政府領導人。行政權由芬蘭政府所有。立法權則由芬蘭議會所有。總統雖有權否決議會決定，但議會也同樣可以否決總統的決定。司法機構獨立於行政機構和立法機構。
2000年，芬蘭修改了憲法，加强了总理的地位并削减了总统的部分权力。

## 国家机构

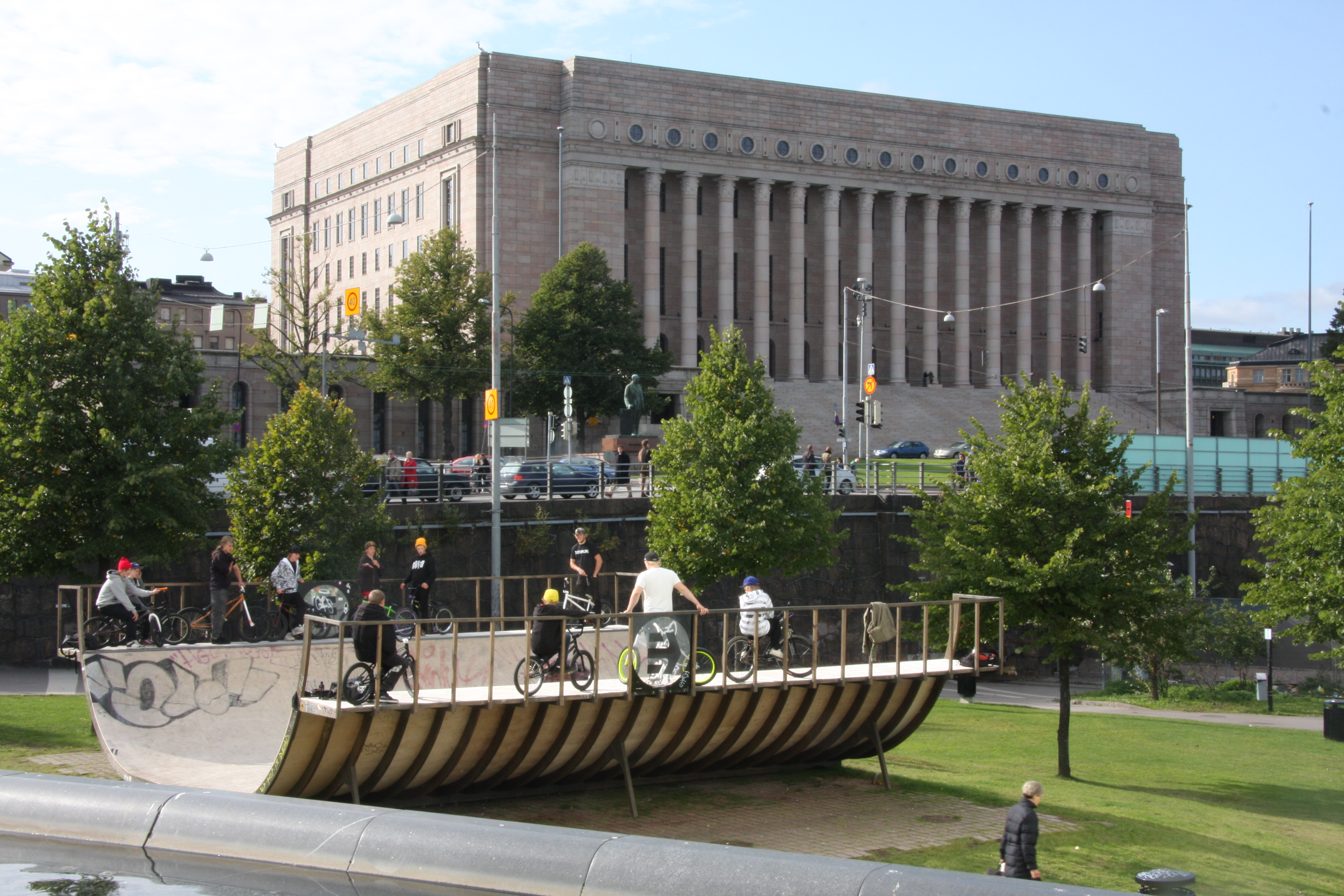
芬兰议会大厦

### 议会
芬兰的民意代表机构是芬兰议会。其最重要的任务是制订法律。新法的制订或旧法的修改需由政府提案或者议员提案来启动制订或修改进程。
国务院（即国家政府）必须向议会提交下一个年度的政府预算提案。议会的财务委员会处理政府预算中的每一条细节以及议员们对政府预算而做的提案。议会的重要职责之一也是维持一个有执行能力的政府。
在2023年举行的议会选举后议会中的最大党派为获得48个席位的民族联合党，其次为正统芬兰人党（46席）、芬兰社会民主党（43席）和芬兰中间党（23席）。总共有9個党派在议会中占有席位。

### 国务院
芬兰总理领导着在议会制中代表行政权力的国务院（或称政府）。国务院在法律允许的范围内可以制订法令，这些法令进一步完善已经生效的法律法规系统。
从2019年12月10日起国务院为马林内阁。内阁总理为来自芬兰社会民主党的桑娜·马林。内阁中除社会民主党之外还有芬兰中间党、绿色联盟、左翼联盟和芬兰瑞典族人民党。

### 共和国总统
芬兰共和国总统是由芬兰公民直选出来的国家元首。总统与国务院共同领导芬兰的外交政策。总统是芬兰国防军的统帅。总统任命一些高级文职官员和最高法院的法官。当总统因故不能履行职务时由总理来执行，而当总理也因故不能履行时则由代理总理职务的部长来执行。
总统任命国防军的军官。总统根据政府提案来决定国防军进入战争状态。宣战和停战由议会同意后总统来决定。
在1999年制订、2000年生效的新宪法之前，总统比现在拥有更多的国家权力。不过这些国家权力只有在巴锡基维和吉科宁总统期间（1946－1981年）被全权使用，当时芬兰被认为是半总统制的国家。总统依然有否决权，但是议会可以再否定总统的否决。

### 司法机构

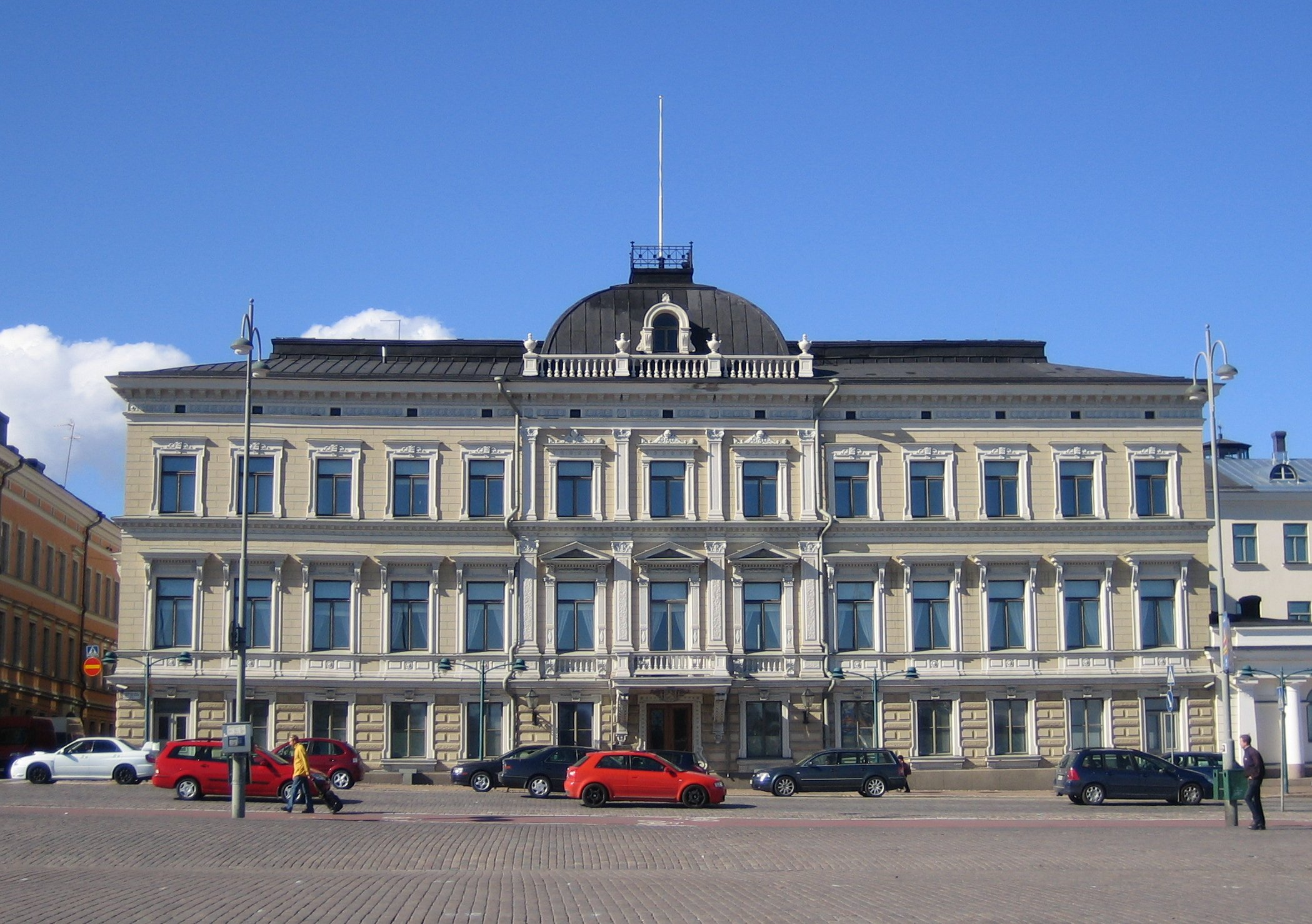
芬兰最高法院

芬兰的司法机构有独立的执行和裁决权力。法官由共和国总统来任命。
第一级法院为初级法院，其裁决可以上诉至中级法院。民事和刑事争端中的最高裁决权由最高法院来行使。行政上诉事宜则由行政法院和最高行政法院来裁决。

### 国家财政
芬兰国家财政收入部分税收和具有税收性质的收入有400亿欧元，其中个人所得税约为130亿，营业税约为180亿。支出部分最多的部分是财政部（175亿）、社会事务和卫生部（130亿）及教育文化部（67亿）所管辖的领域里的支出。
芬兰的公共支出几乎占国民生产总值的一半。

### 行政管理
行政管理由国家中央政府、区域政府和基层政府组成。其它的公众管理还包括市镇机构、教会机构及间接公众机构。间接公众机构包括一些独立的公权力机构（如社会保障局和芬兰银行）和其它一些根据法规而行使公权力的机构（如动物保护监督员）。

### 市镇及区域的自治
在芬兰三分之二的公众服务是由市镇自治管理来提供的。在很少国家中市镇的自治管理有如此重大的责任。芬兰宪法中规定市镇有权征收市镇税。中央政府和市镇之间的责任划分不是十分清楚。2010年代中计划的社会保障和医疗行业的改革可能会把权力和责任从一些小的市镇手中收回。
自治法给于奥兰自治区权力为内部事务制订法律以及决定自治区自己的财政预算。

### 軍事国防
芬軍最重要的任务是为芬兰提供军事防御。除此之外芬军的其它任务包括支持其它政府部门保障重要的社会功能以及参与国际维和任务。在和平时期芬军的组织结构为总指挥部及其五个下属机构、陆军、海军、空军和國防大學。芬军最高统帅为總統。

## 政治力量

### 政党

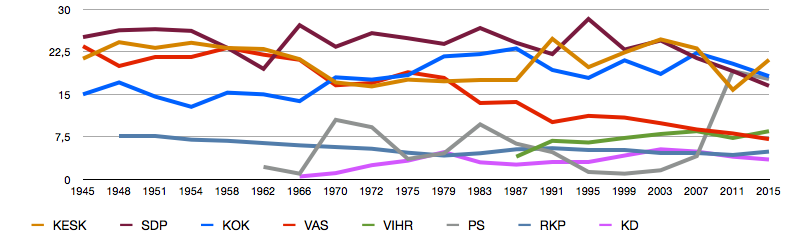
从1945年到2015年芬兰议会选举中各大政党的得票率（%），〔KESK：中间党、SDP：社民党、KOK：民联党、VAS：左翼联盟、VIHR：绿党、PS：芬人党、RKP：瑞族党、KD：基民党〕

在芬兰政党的存在大约有一百年的历史。政党的地位在1969年制订的《政党法》中详细做出了规定。根据司法部的定义，政党是在政党名单中注册的协会。政党有权在市镇选举、议会选举及欧洲议会选举中推出候选人名单。党员通常是加入某个政党的地方分部而成为该党党员的。
在芬兰最早出现的政党为1860年代的芬兰族党和瑞典族党。当工人阶级的政治力量组织起来之后在1899年成立了芬兰工人党，即现在芬兰社会民主党的前身。在芬兰独立后的早期岁月里各党派的政治理念还是相差很大的。几十年过去之后这些差距明显地缩小了，1980年代之后再没有一个主要政党提出对社会有激进影响的变化。
在二战之后芬兰议会里主要政党为农村联盟（即现在的芬兰中间党）、社民党和现左翼联盟的前身芬兰人民民主联盟。直至1970年代末民族联合党的支持率跟这些大党相比一直低5%到7%。在1980年代左翼联盟的支持率迅速下跌，同时绿色联盟把环保理念带入芬兰政治中。绿色联盟和正统芬兰人党的支持率在2000年代超过左翼联盟。在2011年正统芬兰人党上升为大党之列。自1966年起芬兰基督教民主党一直是取得议会席位的政党，但其从未成为主要政党之一。

### 利益集团

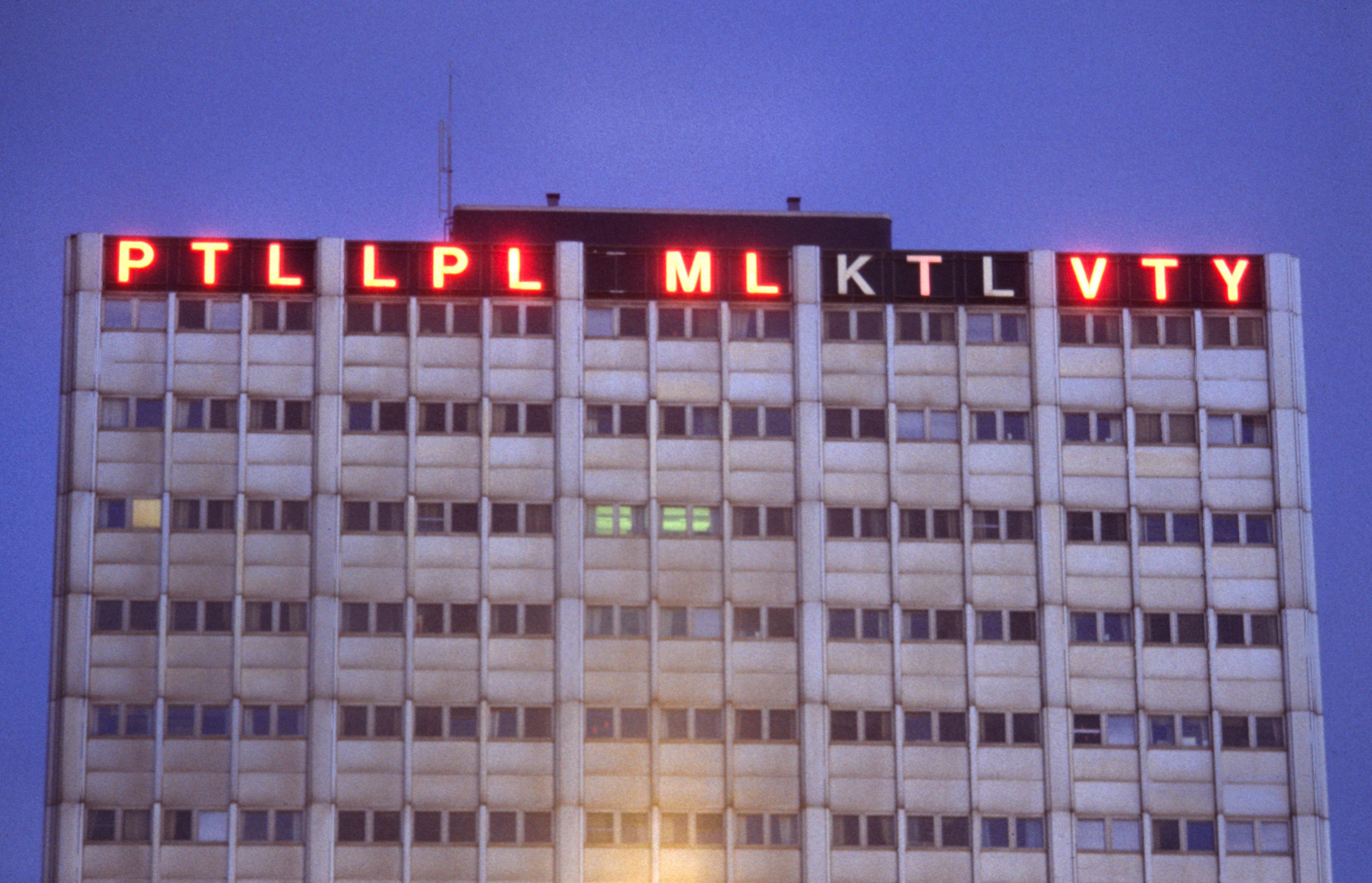
位于赫尔辛基的各个工会组织的办公楼（1993年）

在芬兰政治体制中具有重要影响力的一些团体是主要的经济组织，它们要么互相之间谈判，或者联合起来跟代表国家权力的政府机关谈判来协调各方的利益。这些经济组织中在传统上最重要的是分别代表雇主和雇员的劳力市场组织，以及代表各行业的行业组织。
在芬兰已有三十多年的历史来采用统一的国民收入政策合约。这些统一的合约涵盖工资、工作时间、社保政策、金融政策、税收政策以及就业政策。甚至一些传统的宗教节日也再这些政策合约的名义下移至周末，并从周末移回至原本的日期。劳力市场组织在1970和1980年代也曾参与商业政策的制订。
芬兰劳力市场模型的典型特征是全覆盖性、集中的谈判结构、以及三层体系，即谈判首先是在中央组织间进行，然后是在行业间进行，最后是在各个工会层次上进行的。在芬兰有很高的工会组织率：大约75%的雇员属于某个工会。政府机构的雇员在很多事务上跟私有行业中的雇员同等对待。法律授予雇员直接去影响自己利益的权力，在大型私有企业里设有雇主和雇员之间的共同决策委员会，在这些委员会里例如会在裁员时举行谈判。

### 市场力量
政治体制和经济体制之间的关系在所有的社会类型中都是核心问题。在两个极端的例子中可以简化为：各种重要的经济活动在资本主义体制中是通过由私人拥有和控制的企业来进行的；而在社会主义体制中是由政府拥有和控制的国营公司来进行的。在芬兰社会和经济中一些历史性的基本结构元素一直是长期占重要地位的农业、小农场化、以及集中在已出口为主的林业及木材加工业。因二战后需偿还战争赔款，从而提升了重工业如造船业的发展。
芬兰跟苏联进行过基于政治条约所谓的“东边贸易”的商业交往，直至苏联解体。“东边贸易”在1990年代初期结束后，芬兰经济发展越发依赖于国际市场，而这再也不能通过政治条约来调控。
IT业在1990年代后期成为芬兰的重要出口工业。一个单独的公司，诺基亚及其外包商，在1990及2000年代对芬兰国民生产总值的发展影响巨大。在其最高峰期的2000年里，诺基亚的营业额占据整个芬兰的国民生产总值的2.4%。

### 非政府组织
除了注册政党及经济利益集团之外在芬兰政治体制中还有为数众多的团体、协会、组织和机构去影响政治体制，从而达到自己的目的或推动自己的事务。非政府组织通常是指那些主要以协会形式运作的机构，它们通常在各个级别、有的甚至是跨国运作的。有些原本属于政府的任务被下放至一些非政府组织，因此这样的组织可成为行政组织。一些组织在理念和政治形态上支持政府官方的路线，而另外一些组织则对官方路线持公开的批判性立场，并尽力去导向公众舆论及政策制订。非政府组织被称为公有部门和私有部门之外的第三部门。

### 媒体
芬兰的媒体依然是多样化的。每周出版4至7次的报刊数量为53，其中发行量最大的报刊为《赫尔辛基日报》。在芬兰五分之四的早报是在早上投递的。报刊的收入中只有11%是从报刊零售来的，这被认为是媒体业成功的因素之一。跟其它媒介相比，报刊在媒体通讯中然具强势地位。在2004年12岁到69岁的芬兰人中有80%的人每天阅读报刊。
地方性刊物在传统上具有强势的影响力。但具有浓厚党派意识刊物的地位却显著地削弱了。
芬兰的期刊出版的范围宽广。1993年制订了专门的法律来指导公众广播服务，法律规定公众广播必须提供范围宽广的服务。
基于强势传统的媒体架构中，由读者订阅支撑的报刊媒体和政府赞助的电讯传媒占据主导地位。这种架构也在媒体的内容中体现出来。芬兰的新闻标准是基于媒体业界自己制订的伦理规范、记者守则、以及知道公众广播服务的法规。在现实运作中出现的道德问题由专门的大众媒体理事会来裁决评判。理事会成员由记者协会和出版协会的代表之外还有专业律师代表和行业独立代表。
2010年代以来所谓的媒体变革和社交媒体影响了整个传媒界。

## 国际关系

### 外交政策
芬兰的外交政策在20世纪，特别是续战后，在很大程度上是受对苏联的态度所主导的。例如在巴锡基维和吉科宁超过三十年的总统期间芬兰政府组阁时不希望那些不接受巴锡基维–吉科宁路线的政党参加。当苏联在20世纪末解体时，它失去了主导芬兰外交政策国家的地位。从那时后起芬兰开始加入很多欧洲超国家组织，如欧洲委员会（1989年）、欧洲经济区（1992年）、欧盟（1995年）及非正式的歐元集團（2002年）。
2000年生效的宪法规定，芬兰参与为保障和平和人权以及促进社会发展的国际合作活动。芬兰总统在国务院（即国家政府）的合作下领导芬兰的外交政策。然而芬兰议会有权决定是否接受或放弃国际义务，以及国际义务的生效期。如果欧盟的决定不需再经过芬兰议会的同意的话，国务院则负责将欧盟的决定转化为芬兰国内政策以及为执行欧盟决定芬兰所需采取的措施。
芬兰是欧盟、联合国、世界银行等众多国际组织的成员之一。

### 欧盟成员

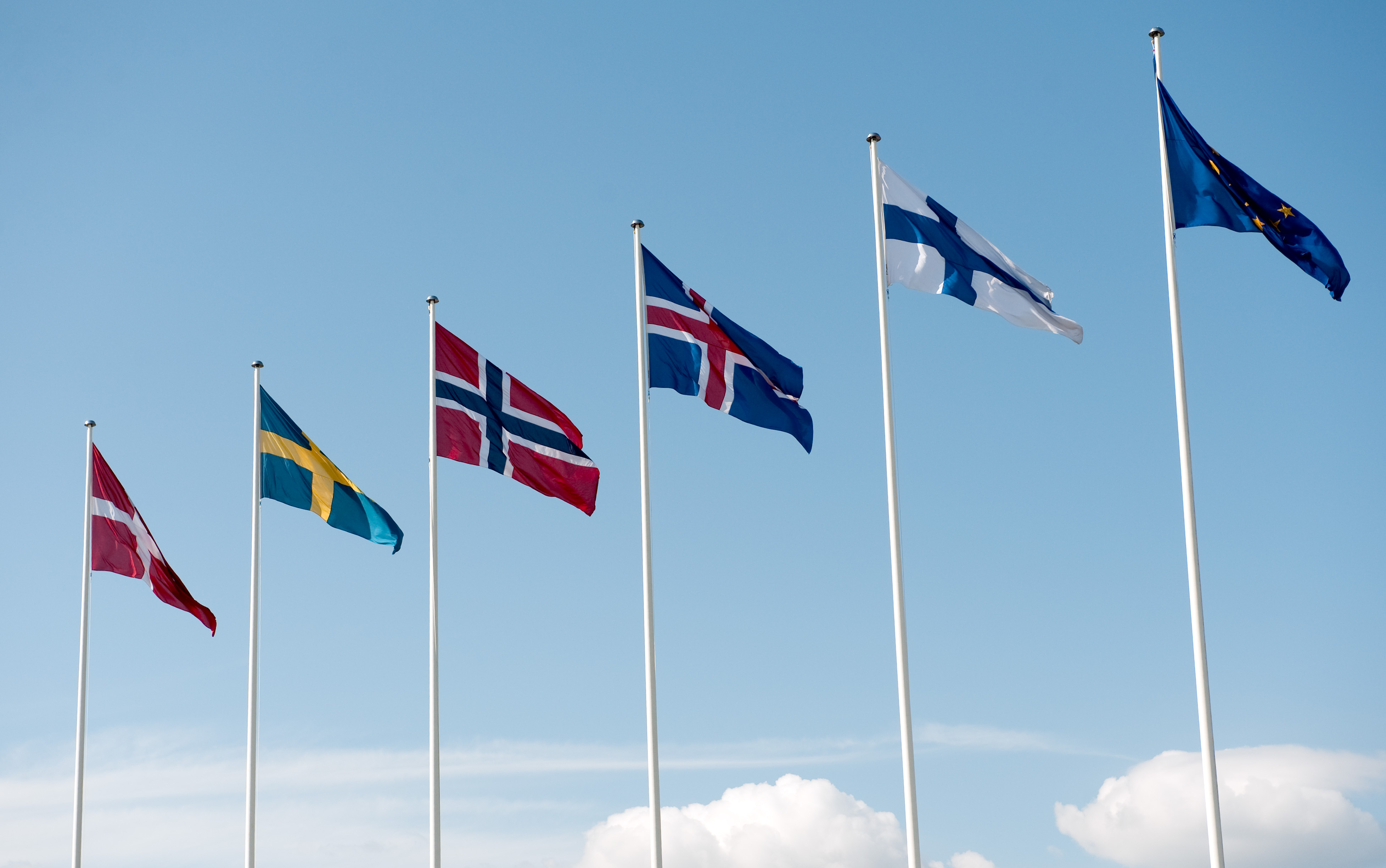
欧盟旗帜及北欧五国国旗

欧盟的政策直接和间接地影响到成员国的国内政治。被接受为欧盟成员的国家自愿地放弃自决权力的大部分，并承诺接受现成及将来的超国家法律和政策。欧洲的一体化对芬兰有些政党来说是很不情愿的。
当芬兰在1995年加入欧盟时，芬兰直接加入了欧洲联盟经济暨货币联盟的第二阶段。在第三阶段时，即1999年1月起，欧元可以作为银行账号的货币单位。2002年起，欧元纸币和硬币取代了芬兰马克。